# Kasteel Linterpoort

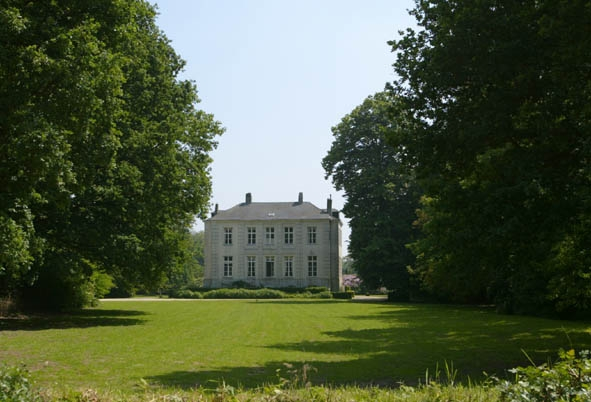
Kasteel Linterpoort

Het Kasteel Linterpoort (ook Kasteel Linterpoorten of Linterpoortenkasteel) is een kasteel in de Vlaams-Brabantse plaats Zemst, gelegen aan de Linterpoortenlaan 105-109.

## Geschiedenis
In 1593 werd Linterpoort voor het eerst vermeld als hoeve. In 1775 liet Jean-Joseph van Volden, die baron was van Lombeek, een landhuis bouwen naast de hoeve, in classicistische stijl. Omstreeks 1820 was van de oorspronkelijke vierkantshoeve nog één vleugel gespaard en die maakte onderdeel uit van een nieuwe neerhof en werd omgebouwd tot koetshuis. Omstreeks dezelfde tijd werd een landschapstuin aangelegd.
Na het overlijden van Charlotte van Volden in 1878 kwam het goed aan graaf August d'Ursel. Deze liet een boomgaard aanleggen. 
De vroegere oranjerie werd rond 1959 verbouwd tot woning.
Het domein meet ongeveer 3 ha, is deels bebost en heeft een vijver.